# Sammlung Vaporama

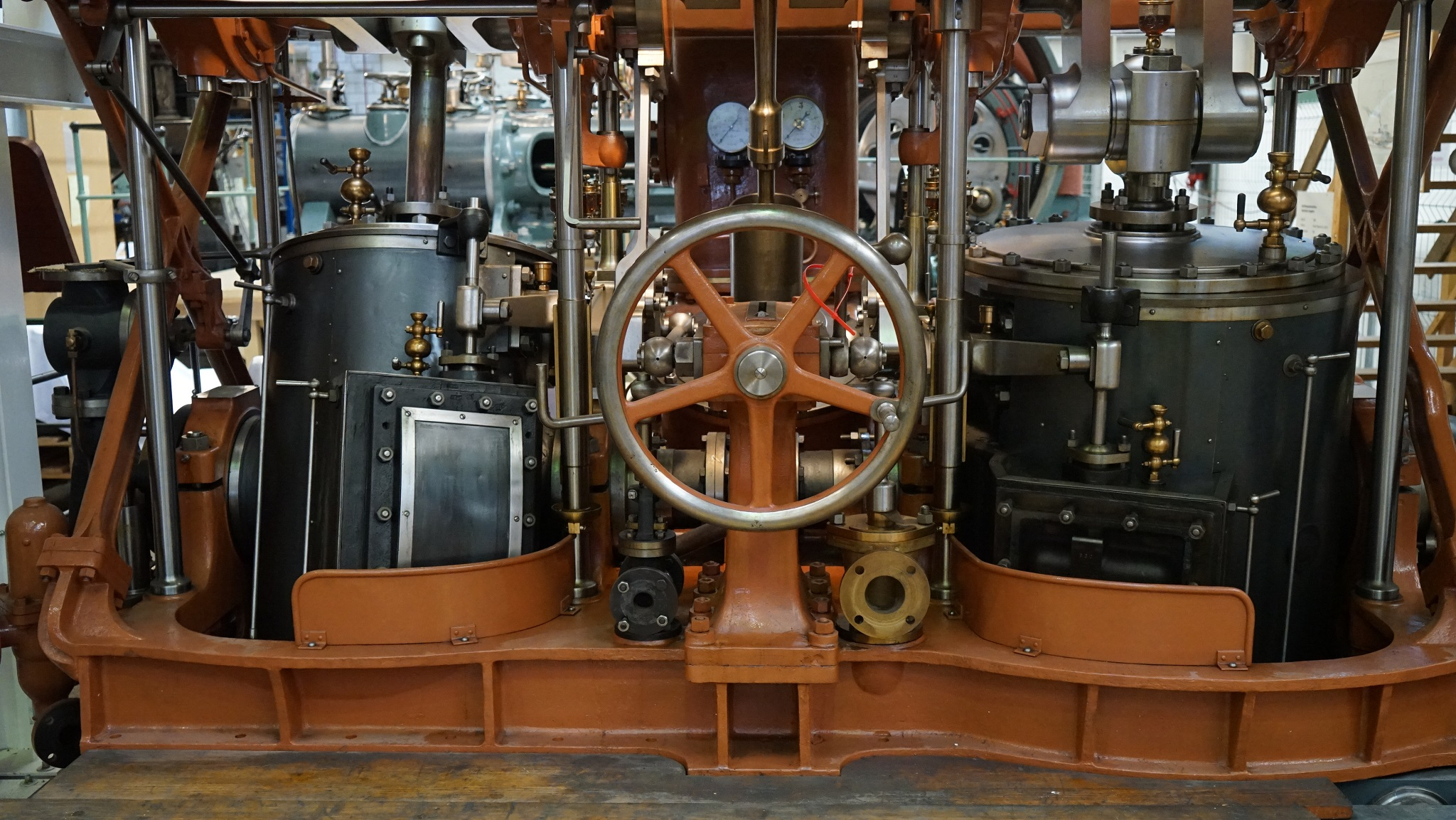
Dampfmaschine der Giessbach III von Escher Wyss mit oszillierendem Zylinder (links der Hochdruckzylinder, in der Mitte der Maschinenstand)

Die «Sammlung Vaporama» ist eine technikgeschichtliche Sammlung in der Stadt Winterthur im Schweizer Kanton Zürich. Sie umfasst mehr als 50 Dampfmaschinen unterschiedlichster Bauart und ist im Kulturgüterschutz-Inventar der Schweiz als «Kulturgut von nationaler Bedeutung» (A-Objekt, KGS-Nr. 1276). Die Zeugnisse schweizerischer und europäischer Industriegeschichte werden im Dampfzentrum präsentiert.

## Lage und Umfang
Das Dampfzentrum stellt im «Sulzer-Areal» in der Halle 181 (Lagerplatz 27) aus. Das Quartier Tössfeld wird im Norden durch die ehemaligen Werksanlagen der Sulzer AG geprägt. Die im Westen gelegene «Lokstadt» umfasst umgenutzte Fabrikanlagen der Schweizerischen Lokomotiv- und Maschinenfabrik (SLM) sowie eine in den 1870er und 1890er Jahren entstandene Arbeitersiedlung.

## Geschichte
Um das Dampfschiff Blümlisalp vor der Verschrottung zu bewahren, wurde 1975 der Verein Schweizerisches Dampfmaschinen-Museum Thun gegründet. Im folgenden Jahr erhielt das Museum den Namen «vaporama». In der Schadau-Gärtnerei und in der Halle «6» der ehemaligen Metallwerke Selve konnten die Sammlungen gezeigt und aufbewahrt werden. Das Technorama übergab eine Reihe von Maschinen als Leihgabe bzw. Schenkung. Im Jahr 2005 erfolgte eine Reihe von Kündigungen durch Stadt und Kanton. Die Sammlung drohte versteigert, zerrissen und verschrottet zu werden.
Der 2009 gegründete Verein Dampfzentrum Winterthur (VDW) bot an, die Sammlung zu übernehmen. Am 3. November 2011 wurde die Stiftung Dampfzentrum Winterthur mit den Stiftern Robert Heuberger und der Stiftung vaporama errichtet. Die Sammlung mit einem Gewicht von etwa 600 Tonnen zog nach Winterthur um und wurde in der Halle 181 aufgestellt. Seitdem kamen weitere Objekte hinzu und andere konnten betriebsfähig gemacht werden.
Ziel des Vereins ist es ein lebendiges Museum oder eine «offene Fabrik» zu schaffen, bei denen die Objekte unter Dampf oder elektrisch- bzw. druckluftgetrieben präsentiert werden können. Trotz einer weiteren Stiftung Heubergers Ende 2014 ist die Finanzierung schwierig.

## Ausstellung und Exponate (Auswahl)

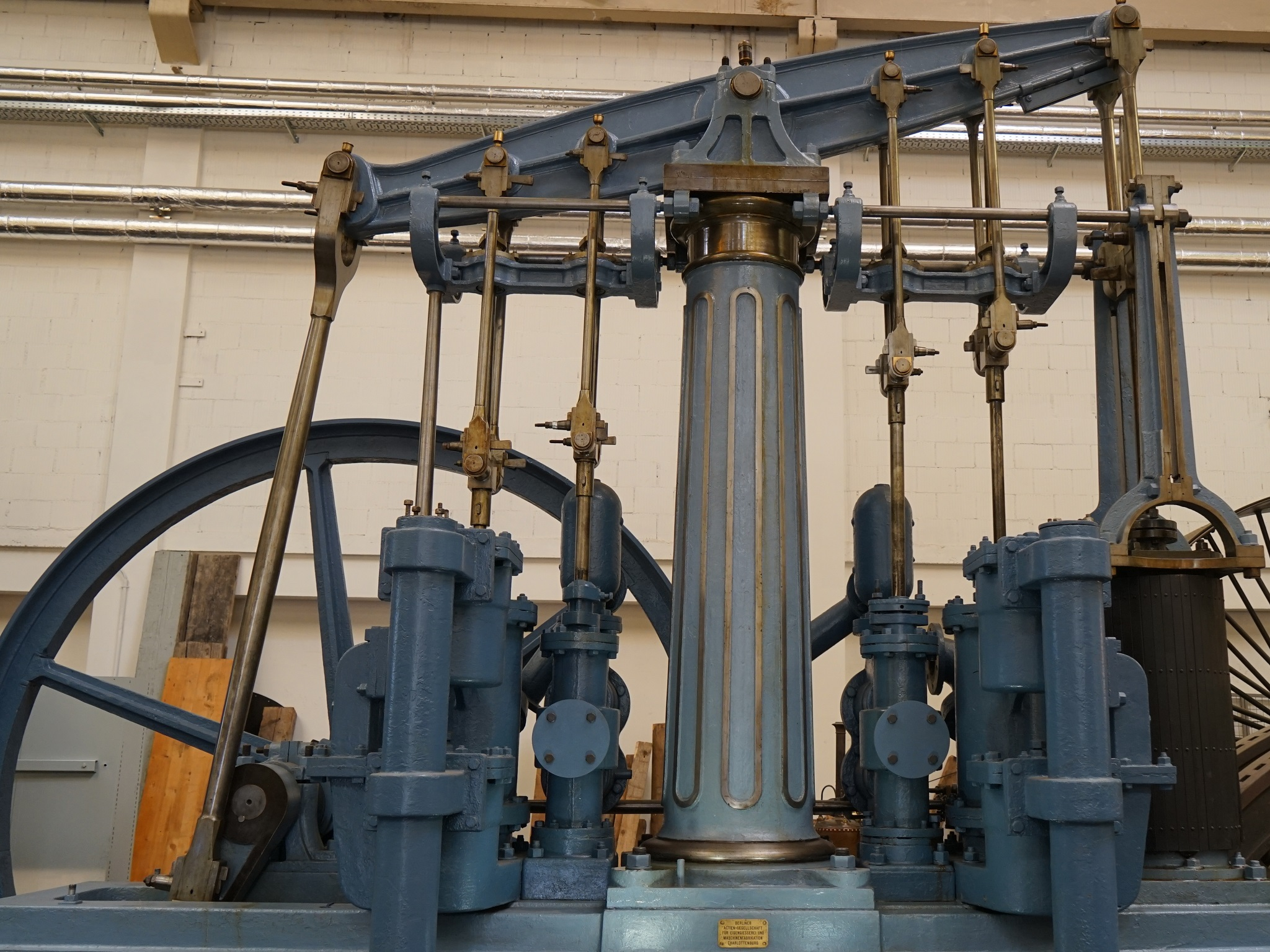
Balancier-Dampfmaschine von 1859

Neben den grossen Maschinen, die ein Gewicht von 70 Tonnen haben können, wird auch die umfangreiche Modellsammlung von Hans Kläy präsentiert.
- Balancier-Dampfmaschine der Berliner Aktiengesellschaft für Eisengiesserei und Maschinenfabrikation Charlottenburg (1859)
- Dampfmaschine von King & Co., Wollishofen und Alioth-Dynamo, 1884–1963 auf der Beatus im Einsatz
- 3-Zylinder-Verbundmaschine Sulzer «T.V.M. VI», gezeigt auf der Weltausstellung in Paris (1888)
- 3-Zylinder-Labormaschine von Escher, Wyss & Cie. (Mitteldruckteil) und Sulzer, ETH Zürich (1899–1963)
- Schiffsdampfmaschine der Giessbach III von Escher Wyss (1900)
- Eimerkettenbagger der Schiffs- und Maschinenbau AG Mannheim, eingesetzt im Thunersee (1900)
- 2-Zylinder Dampfmaschine von Assmann & Stockder, Stuttgart, eingesetzt im Technikum Biel (1920)
- Dampfwalze der Firma A. Henninger, Darmstadt (1923)
- Dampfmotor der SLM, «Typ 1» (1943)
- Viking-5C-Triebwerk der Ariane 4 mit einer Dampfturbine mit 2500 kW (1985)

## Belege
1. 1 2  Peter Hitz: Eine einmalige Sammlung entsteht. Dampfzentrum Winterthur, 2018.
2. 1 2  Dampfzentrum Winterthur im Winterthur Glossar. (abgerufen am 3. Mai 2022)

Koordinaten: 47° 29′ 37,4″ N, 8° 43′ 3″ O; CH1903: 696368 / 261113